# Región de Oshana

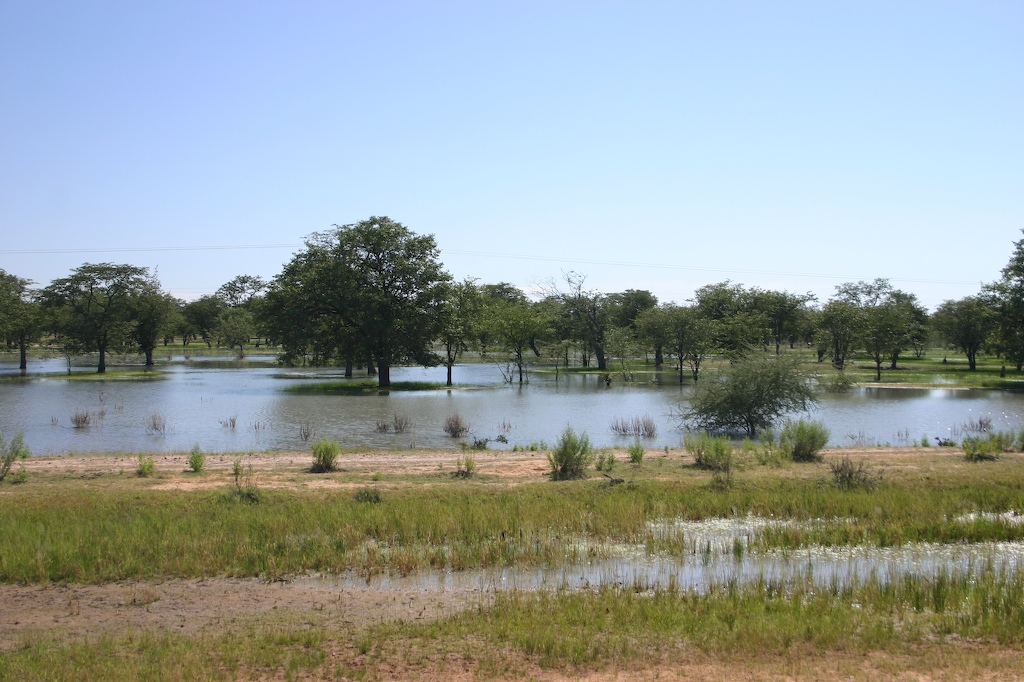
Paisaje de Ovamboland en Oshana

Oshana es una de las catorce regiones de Namibia. Oshana es un nombre apropiado para esta región por cuanto describe la característica más prominente del paisaje en el área, a saber las poco profundas depresiones estacionalmente inundadas que apuntalan el sistema agroecológico local. Aunque las comunicaciones resulten dificultadas durante la temporada lluviosa, los peces que se reproducen en los oshanas proporcionan una fuente importante de proteínas alimenticias.
El complejo Oshakati-Ongwediva-Ondangwa ha experimentado un dramático crecimiento urbano en años recientes y forma un importante foco comercial y de potencial industrial. En conjunto, forma la segunda concentración demográfica más grande en Namibia después de Windoek, pero todavía carece de la infraestructura básica y la mayor parte de los servicios e instalaciones normalmente encontradas en áreas urbanas de este tamaño. La mayoría de los negocios en Namibia del norte está localizada aquí, proporcionando una cantidad significativa de empleos. Sin embargo, la urbanización sigue y la desocupación se ha elevado desde la retirada de las Fuerzas de Seguridad Sudafricanas. La creación de oportunidades de trabajo no agrícolas tendrá, por lo tanto, que recibir atención urgente.
El Omahangu o mijo perla es el alimento básico principal cultivado en Oshana, que resulta adecuado para la agricultura. Sin embargo, el suelo está agotado en la mayor parte del área central y requiere de sustancial fertilización a fin de mantener una productividad razonable. El ganado también resulta aquí adecuado y los rebaños son extensos. La parte del sur de Oshana es una llanura de sabana extensa que se estrecha hasta Etosha Pan, pero la salinidad generalmente alta de suelos y agua la tornan inadecuado para pastoreo o cultivo.
El área está mucho más densamente poblada en el norte, que está unida a Tsumeb y a otras regiones por una ruta troncal de alta calidad; que también facilita el transporte de carga. Sin embargo, se requiere una mejora significativa del resto de la red vial y otras formas de telecomunicaciones. Oshakati y Ondangwa tienen pistas de aterrizaje para aeroplanos de tamaño medio solo con luz diurna y para ambos transportes de pasajeros y carga. El establecimiento de una torre de control podrá contribuir a la mejora para todo tipo de clima. Los hospitales razonablemente buenos están situados en Oshakati y Onjiipa, que mantiene varias clínicas. Aunque tanto escuelas primarias como secundarias están extendidas a través de la región, hay todavía demasiado pocas.
Oshana es una de las solamente tres regiones sin costa ni frontera con otros países. Limita con las siguientes regiones:
- Ohangwena - norte
- Oshikoto - este
- Kunene - sur
- Omusati - oeste

## Distritos electorales
La región comprende once distritos electorales: 
- Okaku
- Okatana
- Okatjali
- Ompundja
- Ondangwa
- Ondangwa Urbano
- Ongwediva
- Oshakati del Este
- Oshakati del Oeste
- Uukwiyu
- Uuvudhiya

- Datos: Q534528
- Multimedia: Oshana / Q534528